# 岡田貢助
岡田 貢助（おかだ こうすけ、1907年10月14日 - 1993年1月18日）は、日本の経営者。川崎汽船社長、会長を務めた。三重県出身。

## 経歴
1931年に東京帝国大学経済学部経済学科を卒業し、同年に第一銀行に入行。
1953年10月に川崎製鉄に出向。当時川崎製鉄は千葉製鉄所の建設中だったが、当時の日本銀行総裁・一万田尚登がこの方針に懐疑的で、メインバンクの第一銀行に対し、人員の派遣を含むバックアップ体制の確立を求めていた。このため第一銀行では常務の大森尚則を川崎製鉄の会長に送り込む方針を固めたが、大森は当時兜町支店長だった岡田を伴うことを求め、その結果出向が決まった。
1955年12月に同社常務に就任し、1962年に専務を経て、1964年6月に副社長に就任。1969年に起こった第一銀行と三菱銀行の合併騒動では、合併話の破談を受けて頭取を辞任した長谷川重三郎の後任として、当時第一銀行の会長だった井上薫が岡田を担ぎ出そうとしたが、岡田本人が固辞したことに加え、当時の川崎製鉄社長だった藤本一郎からも反対され、井上も断念した（結果として井上が頭取に復帰する）。
1972年11月には川崎商事(現在の川重商事)社長に就任。1976年7月に川崎汽船社長に就任し、1980年6月に会長を経て、1984年6月には相談役に就任。川崎汽船社長時代の1978年には日本貨物航空の設立にも関与し、自身も同社取締役となっている。
1973年4月に藍綬褒章を受章し、1979年4月に勲三等旭日中綬章を受章。
1993年1月18日心不全のために死去。85歳没。